# Aeroportul Municipal Oskaloosa
Aeroportul Municipal Oskaloosa (IATA: OOA, ICAO: KOOA, FAA LID: OOA) este un aeroport din Iowa, Statele Unite ale Americii.
Situat la o altitudine de 256,09296 m, aeroportul dispune de 2 piste.

## Infrastructură

### Piste
Aeroportul dispune de 2 piste. Pista 04/22 are suprafața de beton și dimensiunile 1.926 picioare × 75 picioare. Pista 13/31 are suprafața de beton și dimensiunile 4.012 picioare × 75 picioare. 